# Kanontårn
 Der er for få eller ingen kildehenvisninger i denne artikel, hvilket er et problem. Du kan hjælpe ved at angive troværdige kilder til de påstande, som fremføres i artiklen.

Et kanontårn er et forsvarstårn bygget ind i de yderste forsvarsværker på mange borge, typisk fra 1500-tallet eller senere, efter skydevåbnenes fremkomst. De kan også kaldes batteritårn, idet en gruppe af flere kanoner kaldes et batteri.
De adskiller sig fra almindelige fæstningstårne ved at have tykkere mure, der bedre kan modstå kanonild.
Kanontårn er oftest runde, og de kan rumme adskillige kanoner rettet i forskellige retninger og på flere niveauer, hvilket gav dem en markant større ildkraft end angriberne, som i bedste fald kun kunne bringe deres kanoner til at pege mod hovedangrebslinjen.[kilde mangler]
De enkelte niveauer i batteritårne er ofte forbundet med ramper, så kanonerne kunne flyttes og omarrangeres på forskellige måder ved de forskellige skydeskår.[kilde mangler]
Hvis artilleritårnene var på samme niveau som de tilstødende forsvarsmure, blev de kaldt Rondeller.
Eksempler på borge med batteritårne omfatter:
- Burg Bentheim
- Burg Nanstein
- Burg Neudahn
- Schloss Burg
- Burg Calenberg
- Zwinger (Goslar)